# Паскаль, Валери
Валери Паскаль (фр. Valerie Pascale) (21 марта 1968, Париж, Франция) — известная французская актриса и телеведущая, Мисс Париж (1985), Мисс Франция (1986). Рост — 180 см.

## Биография
Родилась 21 марта 1968 года в Париже в семье французской актрисы Даник Патиссон (1939—2016) — обладательницы титула Мисс Париж (1960). 
Была избрана Мисс Париж в 1985 году, а в 1986 году была избрана Мисс Франция. Вскоре после получения титула Мисс Франция её пригласили в качестве диктора на FR3, в 1987 году перешла на телеканал M6, где вела прогнозы погоды и музыкальные телепередачи. 
В 1991 году она перешла на телеканал Antenne 2, она до 1992 года вела телепередачу «Я мечтаю». 
3 января 1992 года она приняла участие в телеигре «Ключи от форта Байяр» в качестве участницы вместе с 6 журналистами и телеведущими и уверенно прошла все испытания и приключения, после чего руководство телеигры пригласила её вместо ушедшей в телепередачу «Тайны Ксапатана» Софи Даван в качестве телеведущей. 
С 10 июля 1992 по 1 января 1993 года она являлась телеведущей данной телеигры, после чего была заменена Сандрин Домингез, которая установила рекорд ведения телеигры — 10 лет, в эти же годы телеигра стала бить высшие строчки рейтинга по популярности.
В 2009 году она вернулась в телешоу в качестве участницы, соперниками которой были бывшие ведущие телеигры. Одновременно с телепередачей «Ключи от форта Байяр» она вела молодёжное шоу. Из-за низких рейтингов телешоу «Ключи от форта Байяр» с участием телеведущей, она решила покинуть France 2 и вернуться на телеканал M6, где стала ведущей серии магазинов на диване, одновременно с этим она вела телемагазин на телеканале RTL-TVI. 
С 1995 года она пришла на телеканал TF1, где являлась ведущей сверхпопулярного шоу «Для жизни», которое просуществовало до 1997 года.
Чуть позже она вернулась на телеканал M6, одновременно с этим являлась ведущей телемагазина на телеканале W9. 
Во французском кинематографе снялась в 15 работах в кино. По состоянию на сегодняшний день телеведущая продолжает телевизионную карьеру (в частности продолжает вести телемагазины на телеканале M6).

## Фильмография
1
Мэтр Да Коста (сериал, 1997—1999)
Maître Da Costa … Géraldine
2
Samson le magnifique (ТВ, 1995)
3
Комиссар Наварро (сериал, 1989—2006)
Navarro … Marion
4
Румба (1987)
La rumba … Linda
5
Le tueur triste (ТВ, 1984)
… Vendeuse boutique
6
Жизнь – это роман (1983)
La vie est un roman
7
L’apprentissage de la ville (ТВ, 1982)
… Lucrèce
8
Арсен Люпен (мини-сериал, 1980)
Arsène Lupin joue et perd … Isilda
9
Ничего не умеющий (ТВ, 1979)
Ne rien savoir … Nathalie (в титрах: Valérie Pascal)
10
Caméra une première (сериал, 1979—1982)
… Joséphine
11
Il y a plusieurs locataires à l’adresse indiquée (сериал, 1979)
… Caroline (в титрах: Valérie Pascal)
12
Откровенность за откровенность (1979)
Confidences pour confidences … Florence, enfant (в титрах: Valérie Pascal)
13
Навестим маму, папа работает (1978)
Va voir maman, papa travaille … Patricia
14
Золотая ночь (1976)
Nuit d’or … Catherine, la petite fille
15
Синема 16 (сериал, 1975—1990)
Cinéma 16 … Sophie

## Телевидение
1
Ключи от форта Байяр (1990-н. в.)
Fort Boyard … ведущая (10.07.1992-01.01.1993)